# Улица Степана Голованёва (Киев)
Улица Степана Голованёва — улица в Дарницком районе г. Киева, местность Новая Дарница. Пролегает от Бориспольской до Приколейной улицы.

## История
Улица возникла в 1-й половине XX века, называлась Алексеевская. На плане города 1943 года — Николаевская улица. В 1969 году из-за дублирования названия с другой улицей переименовано в Радиозаводск[1], но почти через месяц это решение было отменено. Улица получила название улица Степана Голованева [2] — в честь командующего бронепоезда во время обороны Киева в 1941 году. Застройка — с 1950-х годов (довоенная застройка Новой Дарницы почти полностью уничтожена во время Второй Мировой войны).